# Grammoptera bipustulata
Grammoptera bipustulata är en skalbaggsart som beskrevs av Steiner 1975. Grammoptera bipustulata ingår i släktet Grammoptera och familjen långhorningar. Inga underarter finns listade i Catalogue of Life.